# Радмило Мишовић
Радмило Мишовић, (рођен 14. марта 1943. у Чачку), бивши је кошаркаш и директор КК Борац Чачак. 

## Биографија
Завршио је Економску школу у Чачку. Играо је за први тим Борца 20 година (од 1958. до 1978) и био дуго година капитен тима. За 12 сезона у Првој савезној лиги СФР Југославије постигао је 7.456 кошева. Пет пута је био најбољи стрелац Прве лиге: 1968 (642 коша/29.2 просек), 1969 (625/28.4), 1971 (645/29.3), 1972 (660/30.0) и 1974 (825/31.7). Био капитен тима када је остварен највећи успех - четврто место у Првој лиги и пласман у Куп Радивоја Кораћа у сезони 1972/73. Пет пута је наступао за репрезентацију Југославије. 
Радмило је радни однос у КК Борац први пут засновао 1. фебруара 1969. Тада је постављен на место тренера кошарке у КК Борац. На овом радном месту остао је до 31. јула 1972. У периоду од 1. августа 1972. до 31. октобра исте године водио се као референт за спортску дворану КК Борац и као референт за рекламу фирме „Мораватурс“. Од 1. новембра 1972. обављао је функцију директора КК Борац. Та функција је мењала назив, па у решењу од 17. јануара 1973. стоји да је он управник спортске дворане. Био је и шеф стручног штаба (1981). Биле су то напорне године, пуне изазова. Радмило је успевао, заједно са члановима Управе клуба, да води Борац кроз различита искушења, како играчка и такмичарска, тако и организациона, финансијска и кадровска. Успевали су да Борац углавном задржи прволигашки статус, осим неколико „сушних“ година. Великим напорима поправљен је кров хале, извршен су њена доградња и изградња канцеларијских просторија и обезбеђени солидни услови за тренирање и играње утакмица. Радмило успева да непосредно поред хале изгради објекат у коме је планирано 10 локала. Али, локална власт га руши, јер није имао грађевинску дозволу. 
Као члан Странке српског јединства био је и посланик у Народној скупштини Републике Србије од 2000. до 2003. Каже да је и у политику ушао да би спасао Борац од пропадања. После избора 2003. повукао се из политичког живота.
У најтежим тренуцима за Борац извршена је интеграција са београдским ФМП, која је трајала шест година. У то време, од 16. фебруара 2003, био је председник клуба. То је остао и после дезинтеграције, све до пензије.
У пензију је отишао 31. августа 2010. Лако је израчунати да је, поред тога што је кошарку тренирао и играо 27 година, у Борцу био и запослен 41 годину.
Од 2007. до 2009. Радмило Мишовић је био члан Управног одбора Кошаркашког савеза Србије. Незадовољан радом Савеза и односом према клубовима као што је Борац, поднео је оставку и напустио рад у највишем кошаркашком органу у Србији.

## Награде и признања
Радмило Мишовић је носилац великог броја спортских и друштвених признања. За успехе остварене на кошаркашком терену добио је Октобарску награду Града Чачка 1973. године. Носилац је Ордена рада са сребрним венцем. Неколико пута је проглашаван за најбољег спортисту Чачка. Проглашен је и за најбољег спортисту Града Чачка у XX веку. Биран је за Народног посланика у Скупштини Републике Србије 2000. године.